# Cyathea pubescens
Cyathea pubescens är en ormbunkeart som beskrevs av Georg Heinrich Mettenius och Oskar Kuhn. Cyathea pubescens ingår i släktet Cyathea och familjen Cyatheaceae. Inga underarter finns listade.